# سيزار مونتانو
سيزار مونتانو (بالإنجليزية: Cesar Montano) (و. 1962 – م) هو ممثل، ومخرج سينمائي، ومغن، وممثل هزلي من الفلبين ولد في مانيلا.

## روابط خارجية
- سيزار مونتانو على موقع IMDb (الإنجليزية)
- سيزار مونتانو على موقع ميوزك برينز (الإنجليزية)
- سيزار مونتانو على موقع أول موفي (الإنجليزية)
- سيزار مونتانو على موقع قاعدة بيانات الفيلم (الإنجليزية)
- سيزار مونتانو على موقع كينوبويسك (الروسية)